# Свеча в гробнице: Авантюра в Муе
«Свеча в гробнице: Авантюра в Муе» (кит. 鬼吹灯之牧野诡事}},англ. Ghost Blows Out the Light: Finding Hu Ba Yi / Candle in the Tomb: Mu Ye Gui Shi) — китайский веб-сериал 2017 года, основанный на дополнительной книге к серии романов «Свеча в гробнице» (англ. Ghost Blows Out the Light) автора Чжан Муэ (псевдоним Тянься Бачан, кит. 天下霸唱). Сюжет дорамы сосредоточен на Ху Тяне, сыне главных персонажей оригинальных романов цикла "Свеча в гробнице" Ху Байи и Ширли Янг.

## Синопсис
25-летний Ху Тянь является сыном легендарного расхитителя гробниц Ху Байи. Вместе с подругой детства Сяо Цзинь Я он с малых лет рос как сирота, оставленный родителями на попечении родственников, и поэтому мало знал о своём происхождении. Его беззаботная жизнь внезапно меняется, когда он оказывается втянут в цепь таинственных событий и отправляется на поиски пропавшего 20 лет назад отца. Вместе с друзьями и новыми спутниками он исследует древние гробницы, сталкивается с мистическими силами и раскрывает зловещие тайны, связанные с усыпальницей легендарного полководца — Сян Юя, известного как Западный Чу Бажун.
Постепенно Ху Тянь узнаёт, что он — наследник древнего искусства клана Моцзинь (摸金), принадлежащего к одному из шести великих кланов расхитителей гробниц, известных как «верхние шесть школ» (上六座): Моцзинь Сяовэй (摸金校尉), Хай Баньшань (海搬山), Шань Баньшань (山搬山), Мастера ульев Фэнвоцзян (蜂窝匠), Сдерживатели нежити Цзю Ши И Пай (拘尸一派) и Селин Лиши (卸岭力士). Хай Баньшань (海搬山) и Шань Баньшань (山搬山) — ответвления древней школы Баньшань (кит. «Перекатывающие горы»). Хай Баньшань специализируется на вскрытии гробниц вблизи водоёмов и болот, используя подводные методы, тогда как Шань Баньшань действует преимущественно в горных и скальных регионах. Клан Мастеров ульев разрабатывает специальное оборудование и технологии по обнаружению и обезвреживанию ловушек для экспедиций гробокопателей. Сдерживатели нежити является единственным кланом, цель которого охрана гробниц, а не грабёж. В основном деятельность Цзю Ши И Пай сводится к контолю за нежитью, но иногда этот клан участвует в сокрытии или охране "запечатанных" мест, таких как курган Сян Юя, что приводит к конфликтам с остальными кланами гробокопателей.
Эти шесть школ являются поздними ответвлениями четырёх древнейших традиций гробокопателей, берущих начало ещё во времена Троецарствия, когда военачальник Цао Цао создал отряд гробокопателей для финансирования своих военных кампаний за счёт разграбления усыпальниц. Изначально мир расхитителей гробниц делился на четыре главных направления: Моцзинь (摸金), Фацин (发丘), Баньшань (搬山) и Селин (卸岭). Из-за закрытого и полутайного характера ремесла, знания передавались исключительно от мастера к ученику или по наследству. Например, Ху Бай унаследовал знаменитое «Учение о шестнадцати иероглифах Инь-Ян и фэншуй» от своих предков, передав его потом сыну.
На протяжении своего опасного путешествия Ху Тянь не только раскрывает тайны своего происхождения, но и постепенно становится полноправным наследником древнего пути Моцзинь.

## В ролях
- Ван Талу — Ху Тянь, сын Ху Байи и Ширли Ян, обладает навыками фэншуй и боевым приёмом «летающие когти тигра», лидер и душа команды.
- Цзинь Чэнь — Бин Лунь, дочь профессора Сунь, специалист по боевым искусствам, археологии и высокотехнологичному оборудованию, стратег команды.
- Ван Юэсинь — Лэй Ли, наследник школы Хай Баньшань, хилер команды, обладает противоречивым характером на грани между добром и злом.
- Чжан Боюй — Ван Яо, сын Ван Кайсюаня, друг Ху Тяня, прямолинейный и верный товарищ.
- Чжан Синь — Сяо Цзинь Я (Золотой Зубик), внучка торговца Сяо Цзинь Я (Золотозуба), смелая, игривая и склонная к авантюрам, считает себя деловым партнёром Ху Тяня.
- Ли Шипэн — Ван Кайсюань (Толстяк Ван), отец Ван Яо, ветеран экспедиций Моцзинь, пропал вместе с Ху Байи.
- Ху Ху — Ян Чжи, глава школы Шань Баньшань, специалист по ядам и снятию проклятий.
- Цзэн Мэнсюэ — Госпожа Шэнь («Глаза Бога»), владелица Зала Сокровищ (Павильон Дуобао), мистическая фигура с древним прошлым.
- Сюй И — Цинь Сюэ, наёмная убийца, действующая под прикрытием служанки в семье Лэй.
- Гао Ицин — Ху Байи, отец Ху Тяня, знаменитый исследователь гробниц, пропал в экспедиции.
- Лю Юци — Ширли Янг, мать Ху Тяня, археолог, исследовательница, пропала вместе с мужем.
- Кан Хан На — Ли Жохуа, руководитель штурмовых охранников из клана Цзю Ши И Пай, пытающаяся остановить открытие гробницы Сян Юя, потому что это грозит катастрофой.
- Ло Гуансюй — профессор Сунь, археолог, связанный с древним культом, ведёт двойную игру.

## Производство
Сериал «Свеча в гробнице: Авантюра в Муе» снят в жанрах: приключения, мистика и триллер. Над сценарием работал Синь Шэнтан, режиссёрами выступили Чжао Сяооу и Чжао Сяоси. Продюсерами проекта стали Сяо Фэй и Дай Ин. Производство осуществляли компании iQIYI, Up Pictures и Huayi Brothers.
Композитором выступил Сюй Яоцзинь.
Автор оригинальных романов, Чжан Муэ, выступил в роли исполнительного продюсера сериала.
Съёмки сериала начались 16 июля 2016 года. Первая серия была выпущена на платформе iQIYI 3 июля 2017 года, а вторая часть — 7 августа 2017 года.

## Популярность и просмотры
После премьеры на платформе iQIYI 21 июля 2017 года сериал «Свеча в гробнице: Коварная нечисть» быстро завоевал популярность:
Уже в течение первых двух дней количество онлайн-просмотров превысило 100 миллионов.
По состоянию на 13 сентября 2017 года общее число просмотров составило более 1,9 миллиарда.
Эти показатели сделали сериал "Свеча в гробнице: Авантюра в Муе" одним из самых просматриваемых китайских интернет-проектов того года.

## Награды и номинации
- 2017 — номинация на премию The Actors of China Awards в категории Best Performance by an Actor – Internet Drama (Лучшая актёрская игра в интернет-дораме) — Ван Талу за роль Ху Тяня.